# Land van Cuijkpad
Het Land van Cuijpad (SP 14) is een streekpad door het Land van Cuijk. Het pad volgt in gote lijnen de Maas- en Peellinie die bij de inval van de Duitsers in mei 1940 nog een rol hadden als voorste verdedigingslinies. Het pad heeft een lengte van 179 km en is in beide richtingen met geel-rode tekens gemarkeerd en in een gidsje beschreven. Ten opzichte van zijn voorganger, het Maas- en Peelliniepad, is de route uitgebreid met een lus rond de Kraaijenergse Plassen bij Katwijk (aan de Maas). Het pad wordt beheerd door Wandelnet.
De route begint en eindigt bij het station van Cuijk. Via het natuurgebied de Maasheggen en Boxmeer gaat het pad naar Vierlingsbeek. Van Vierlingsbeek gaat de route via de Overloonse Duinen naar Overloon en vervolgens naar Sint Anthonis. Tussen Sint Anthonis en Mill gaat de route grotendeels door bossen. Na Mill gaat de route via een weilandengebied naar de vestingstad Grave, waar weer enige tijd de Maas wordt gevolgd. Via Haps gaat de route naar het eindpunt.
Tussen Vierlingsbeek en Holthees overlapt het pad voor een deel met het Pieterpad.